# Jezierzyce (osada w województwie pomorskim)
Jezierzyce (w potocznym uzusie Jezierzyce-Osiedle) – osada w Polsce położone w województwie pomorskim, w powiecie słupskim, w gminie Redzikowo.
Osada leży na trasie linii kolejowej 202 Stargard – Słupsk – Lębork – Gdańsk, ze stacją Jezierzyce Słupskie. W latach 1975–1998 miejscowość administracyjnie należała do województwa słupskiego.

## Nazwa
Nazwa jest przeniesiona z sąsiedniej wsi Jezierzyce.

## Położenie
Osiedle położone jest 9 km na północny wschód od Słupska (6 km po linii prostej od jego śródmieścia), na Wysoczyźnie Damnickiej. Graniczy z Bukówką na północy, na północnym wschodzie z Grąsinem, na południu z Redzikowem oraz na zachodzie z Siemianicami.

## Historia
W okresie I wojny światowej na terenie osiedla powstała baza wojskowa do obsługi sterowców niemieckiej cesarskiej marynarki wojennej (Reichsmarine).

## Sport
W Jezierzycach działa Klub Piłkarski Stal Jezierzyce. Istnieje hala widowiskowo-sportowa oraz stadion.